# Babar Pur
Babar Pur é uma vila no distrito de Ocidental, no estado indiano de Deli.

## Demografia
Segundo o censo de 2001, Babar Pur tinha uma população de 43 364 habitantes. Os indivíduos do sexo masculino constituem 54% da população e os do sexo feminino 46%. Babar Pur tem uma taxa de literacia de 66%, superior à média nacional de 59,5%; com 59% para o sexo masculino e 41% para o sexo feminino. 16% da população está abaixo dos 6 anos de idade.